# 布拉德菲爾德 (澳大利亞國會選區)
布拉德菲爾德選區（英語：Division of Bradfield），是澳大利亞新南威爾士州的下議院選區，位於該州首府悉尼以北。面積99平方公里。
選區始於1949年，名字是紀念建造悉尼港大橋的約翰·布拉德菲爾德。是自由黨的安全選區。自2025年起當區議員是無黨籍的妮可蕾·博爾。